# Шумило Анатолій Іванович
Анато́лій Іва́нович Шуми́ло (2 квітня 1977 — 17 лютого 2015) — солдат Збройних сил України, учасник російсько-української війни.

## Життєвий шлях
Виріс в багатодітній родині, його мама сама виростила сімох дітей. Закінчив ПТУ, відслужив строкову службу в армії. Від 1996 року працював у КП «Водоканал» Запорізької міської ради — слюсар, тракторист, машиніст екскаватора; проживав у місті Вільнянськ.
Мобілізований 28 серпня 2014 року. Солдат, розвідник 57-ї окремої мотопіхотної бригади.
17 лютого 2015-го в бою поблизу Чорнухиного зазнав поранення, несумісного із життям.
Похований 5 березня 2015-го в селі Новомихайлівське, де проживає його родина.
Без Анатолія лишилися мама й донька.

## Нагороди та вшанування
- Указом Президента України № 270/2015 від 15 травня 2015 року — орденом «За мужність» III ступеня (посмертно)[2]
- орден «За заслуги перед Запорізьким краєм» III ступеня, посмертно (розпорядження голови Запорізької обласної ради від 27.11.2017 № 514-н)[3].
- на будівлі Михайло-Лукашівської школи, вихованцем якої був Анатолій Шумило, встановлено пам'ятну дошку.